# Salignac-Eyvigues

Salignac-Eyvigues este o comună în departamentul Dordogne din sud-vestul Franței. În 2009 avea o populație de 1.141 de locuitori.

## Evoluția populației
| An        | 1975 | 1982 | 1990 | 1999  | 2006  | 2009  |
| --------- | ---- | ---- | ---- | ----- | ----- | ----- |
| Populație | 863  | 942  | 964  | 1.008 | 1.116 | 1.141 |